# Đặng Hoàng Long
Đặng Hoàng Long (sinh ngày 25 tháng 8 năm 1967) là một nhạc sĩ Việt Nam, hoạt động với bút danh Hoàng Long. Ông được biết đến với các sáng tác thuộc nhiều thể loại, từ nhạc nhẹ, dân gian đến thính phòng. Một số ca khúc nổi bật của ông bao gồm Thời áo trắng, Trở lại trường xưa, Ngày không anh, Khúc nhạc đồng quê, Thương mẹ, Người chiến sĩ giao thông.
Hiện nay ông là hội viên Hội âm nhạc Hà Nội, hội viên Hội nhạc sĩ Việt Nam.

## Tiểu sử
Nhạc sĩ Đặng Hoàng Long sinh năm 1967 tại huyện Trực Ninh, tỉnh Nam Định. Ông lớn lên trong một gia đình nhà giáo đông anh em. Niềm đam mê âm nhạc đến với ông từ khi còn ngồi trên ghế nhà trường tiểu học. Sau khi tốt nghiệp phổ thông, Đặng Hoàng Long theo học Đại học Giao thông vận tải và đồng thời theo học đàn ghi ta với nhạc sĩ Phan Nhân. Ông cũng theo học âm nhạc từ các giảng viên của Học viện Âm nhạc Quốc gia Việt Nam.
Năm 2012, ông bắt đầu sáng tác âm nhạc và đã sáng tác hơn 120 ca khúc. Hiện nay, ông là hội viên Hội nhạc sĩ Việt Nam và Hội Âm nhạc Hà Nội. Bên cạnh hoạt động âm nhạc, Đặng Hoàng Long còn là một nhà thơ với tập thơ "Từ làng ra phố" do Nhà xuất bản Văn nghệ Thành phố Hồ Chí Minh ấn hành năm 2007.

## Giải thưởng
- Giải Nhất cuộc thi sáng tác ca khúc chào mừng 70 năm ngành Giao thông vận tải, năm 2016 do Bộ Giao thông vận tải và Hội nhạc sĩ Việt Nam tổ chức.[8][4]
- Giải Nhì cuộc thi sáng tác ca khúc về Thầy cô và mái trường do Bộ Giáo dục và đào tạo và Hội nhạc sĩ Việt Nam tổ chức năm 2021.[9][10][11]
- Năm 2017, tác phẩm "Người chiến sĩ Giao thông" của ông được trao Giải C- Giải thưởng Hội nhạc sĩ Việt Nam.[3][2]
- Năm 2019, ông đạt Giải Ba trong cuộc vận động sáng tác kỷ niệm 65 năm Giải phóng Thủ đô (1945-2019) do Hội Âm nhạc Hà Nội tổ chức với tác phẩm "Phở Hà Nội".[12]
- Giải Ba cuộc thi sáng tác “Bài ca giao thông đi cùng năm tháng” do Hôi nhạc sĩ Việt Nam và Hiêp hội các nhà đầu tư đường bộ tổ chức năm 2024.[13][14]
- Giải thưởng của Hội nhạc sĩ Việt Nam trong cuộc vận động sáng tác chào mừng 70 năm Giải phóng Điện Biên, mang tên Bài ca Điện Biên năm 2024.[15]
- Giải thưởng Hội âm nhạc Hà Nội năm 2022, Giấy khen tác phẩm xuất sắc 2018.
- "Quảng Ninh anh hùng" nhận giải C tại Giải thưởng Âm nhạc Việt Nam 2024.[16][17][18]